# Александар Бугарски
Александар Бугарски (Прешов, мађ. Eperjes; 1835 — Београд, 11. август 1891) био је архитекта.

## Биографија
Родио се 1835. године у инжењерској породици, у Еперјесу (Аустроугарска, данас Прешов у Словачкој). Отац Јован доселио се убрзо после његовог рођења у Србију и 1842. године узео српско држављанство, али се после промене династије преселио у Нови Сад, где је Александар завршио основну школу и гимназију.
Студирао је у Будимпешти. Као архитекта радио од 1859, а у периоду 1869—90. у Министарству грађевина у Београду. Радио је у земљама Аустроугарске и у Србији. Највећи број грађевина подигао је у Београду: зграду Народног позоришта 1869—70, Стари двор 1881—84. (данас седиште Скупштине града Београда), 126 јавних и приватних зграда, затим Дом друштва Црвеног крста, апотеку Делини на Зеленом венцу, зграду бившег Министарства просвете, данас Дом Вукове задужбине. Ван Београда пројектовао цркве у Лозници 1871. и Ритопеку 1872—73, а у иностранству хотел Бауер у Бад Ишлу, срушен 1975, и Вертхајмове радничке куће у Бечу. Бавио се и хортикултуром: његово дело је парк на Калемегдану.
Типичан је представник историјских стилова од неоренесансе до неокласицизма. Бугарски је био најзначајнији архитекта свога времена у Србији.